# Мачихін Федір Михайлович
Мачихін Федір Михайлович (14 червня 1906 — 1979) — український економіко-географ, кандидат географічних наук, доцент Київського національного університету імені Тараса Шевченка.

## Біографія
Народився 14 червня 1906 року, Курганський повіт, Росія. Закінчив у 1935 році ґрунтово-географічний факультет Московського державного університету імені М. В. Ломоносова, у 1938 році аспірантуру науково-дослідного інституту географії МДУ. З 1938 року працював в МДУ старшим викладачем ґрунтово-кліматичного факультету, у 1938–1940 роках декан географічного факультету МДУ, у 1947 році старший викладач. Учасник Великої Вітчизняної війни.
У Київському університеті працював старшим викладачем, у 1954–1975 роках доцентом кафедри економічної географії, у 1951–1952 роках заступник директора з наукової роботи науково-дослідного інституту географії. Кандидатська дисертація «Економіко-географічна характеристика Кам'янець-Подільської області» захищена у 1953 році.

## Наукові праці
Фахівець у галузі географії транспорту областей України, економічної географії зарубіжних країн. Автор 20 наукових праць. Основні праці:
1. Комплексне фізико-географічне та економіко-географічне вивчення і районування території УРСР. — К., 1959.
2. Економічна і політична географія зарубіжних країн. — К., 1961 (у співавторстві).